# 王鞠侯
王鞠侯（1902年11月13日—1951年4月），名勤堉，浙江慈溪人，地理学家，珠穆朗玛峰的正名者。
出生于浙江省宁波市江北区慈城镇黄山村一个小学校长的家中。早年曾先后就读于宁波效实中学、国立东南大学地学系。在国立东南大学期间，他师从竺可桢并任其助教。
毕业后，先后在国立东南大学、南开大学、国立第四中山大学、商务印书馆、浙江图书馆等地工作。还曾任暨南大学副教授、教授、教务长，浙江大学分校教授，宁波安心中学教导主任、校长。
抗日战争期间，在慈谿参与创办了崇本补习班（后为慈湖中学南区分部）。
中华人民共和国成立后，他于1950年进入开明书店历任编审、自然科学编辑室主任。
1951年，他发现《人民日报》将世界第一高峰称为“额非尔士峰”（英国人额非尔士命名），便指出康熙年间已有中国人发现了这座峰，比英国人早100多年，他认为应按藏族传统称呼称其为“珠穆朗玛峰”。为此，他在《开明少年》1951年二月号上写了一篇文章《大小高低》专门阐述此问题。其后，《人民日报》于3月4日刊登文章《我们伟大的祖国有世界上最高的山峰》，引述了王鞠侯的观点。
1951年4月，王鞠侯因癌症逝世。
他逝世后的次年，中央人民政府内务部、中央人民政府出版总署于5月8日发出通报，说明“额非尔士峰”应正名为“珠穆朗玛峰”，“外喜马拉雅山”应正名为“冈底斯山”。

## 著述
毕生潜心著述，译有《从法兰西到斯堪的那维亚》、《地球进化之历史》、《地质学浅说》、《近代地理学》、《地理学史》、《自然地理学》、《世界气候志》、《苏联国力的基础》等11种著作，合编有《开明新编初级本国地理》，撰著有《地球与地面》、《青年气象学》等16部地理学方面的专著和科普读物，还曾编有《宁波谜语》。